# De Ruyter (Gemert)
De Ruyter was een molen in Gemert.
In het najaar van 1863 diende de uit Nistelrode afkomstige molenaar Johannes de Kinderen een verzoek in bij het college van Burgemeester en Wethouders van Gemert om aan de Oudestraat in Gemert een korenwindmolen te mogen oprichten. In mei 1864 gingen Gedeputeerde Staten van Noord-Brabant er officieel mee akkoord. Uit het feit dat J. de Kinderen in het patentregister van de gemeente Gemert van het jaar 1865/1866 was ingeschreven als korenmolenaar op een windmolen, blijkt dat de molen er weldra gekomen is.
Uit overlevering is in Gemert bekend dat de huidige "Volksvriend" een voorloper heeft gehad en dat dit een achtkante stellingmolen uit de Zaanstreek moet zijn geweest. In een topgevel van het huis van molenaar Van Roij zit een gevelsteen, waarop een man te paard is afgebeeld met de vermelding "De Ruyter" en het jaartal 1670. De gevelsteen zou met de molen deze kant opgekomen zijn. Welke molen het oorspronkelijk geweest is, is onbekend: De Ruiter in Zaandam-West zou kunnen, maar daar klopt het bouwjaar niet; De Ruyter in Amsterdam zou beter passen.
Het is onbekend of en hoelang Johannes de Kinderen molenaar is geweest. Begin tachtiger jaren was een zekere Willem van den Boomen mulder en eigenaar. In 1884 nam hij een stoommaalderij in gebruik bij de molen.
Het einde van de molen stond als volgt in de krant De Zuidwillemsvaart van 1 december 1887:
Gemert: Gisterenmorgen 4 uur brandde alhier de wind-, graan-, en schorsmolen van den molenaar W. Van den Boomen op de Oude Straat tot de grond toe af. Niets werd gered. Naar men verneemt is de molen verzekerd, de inboedel echter niet, waaronder meer dan 100 mud rogge, als mede de molenaarskar met paardentuig enz. Oorzaak onbekend.
Op 8 mei 1888 kreeg molenaar Van den Boomen vergunning voor de oprichting van een nieuwe molen. Deze staat nu bekend als De Volksvriend.